# 静内警察署
静内警察署（しずないけいさつしょ）は、北海道警察本部が管轄する札幌方面の警察署の一つである。

## 所在地
- 北海道日高郡新ひだか町静内古川町1丁目3-22

## 管轄区域
- 日高郡　新ひだか町
- 新冠郡　新冠町

## 沿革
- 1887年 勇払警察署高江分署が設置される。
- 1923年 静内分署と改称される。
- 1926年 静内警察署に昇格。
- 1948年 国家地方警察の静内地区警察署と自治体警察の静内町警察署が分離発足する。
- 1954年 北海道警察に統合され、札幌方面静内警察署となり、現在に至る。

## 組織
- 署長（警視)
- 副署長 (警視）
- 警務課（警務係、犯罪被害者支援係、相談係、管理係）
- 会計係
- 刑事・生活安全課（生活安全係、刑事係）
- 交通課（交通係）
- 地域課（地域係）
- 警備係

## 交番・駐在所
括弧内は所在地を表す。

### 新ひだか町
- 駅前交番（日高郡新ひだか町静内本町5-1-13）
- 歌笛駐在所（日高郡新ひだか町三石歌笛40-2）
- 春立駐在所（日高郡新ひだか町静内春立176-5）
- 東静内駐在所（日高郡新ひだか町東静内102）
- 本桐駐在所（日高郡新ひだか町三石本桐750-24）
- 御園駐在所（日高郡新ひだか町静内御園295）
- 三石駐在所（日高郡新ひだか町三石旭町245）

### 新冠町
- 新冠駐在所（新冠郡新冠町字東町16-12）
- 朝日駐在所（新冠郡新冠町字朝日295-6）
- 泉駐在所（新冠郡新冠町字泉45）
- 節婦駐在所（新冠郡新冠町字節婦158-4）